# Domus Magazin
Domus Magazin este un trust de presă din România, care editeză o serie de reviste din domeniul Home&Deco.
Domus Magazin editează revistele „Căminul”, „Casa mea”, „Domus”, „Planul casei mele”, „Util”, „Clever Travel”, „Revista de Unelte și Echipamente”,
și de asemenea produce emisiunile TV „Căminul de 5 stele”, „Totul despre casa mea” și „Art&Style”.
În anul 2006, Domus Magazin a preluat de la grupul de presă Hiparion editarea revistelor din domeniul decorațiunilor, construcțiilor și amenajărilor interioare și exterioare.
În mai 2008, compania Domus Magazin a fost preluată de grupul de presă Medien Holding.
În decembrie 2008, Domus Magazin a lansat portalul home&deco casamea.ro, cu o investiție estimată la 80.000 de euro.

## Hiparion
Grupul de presă Hiparion și-a început activitatea din 1991 ca importator și distribuitor de reviste, iar din 1995 ca editor de publicații periodice.
Partea de distribuție a fost vândută către compania finlandeză Rautakirja, unul dintre cei mai importanți jucători de pe piața media europeană.
Din anul 2006, Domus Magazin a preluat de la Hiparion editarea revistelor din domeniul decorațiunilor, construcțiilor și amenajărilor interioare și exterioare.